# Karbenning
Karbenning is een plaats in de gemeente Norberg in het landschap Västmanland en de provincie Västmanlands län in Zweden. De plaats heeft 152 inwoners (2005) en een oppervlakte van 64 hectare.

## Verkeer en vervoer
Bij de plaats loopt de Länsväg 256.
De plaats heeft een station aan de spoorlijn via de Bergslagen.